# Aleksandyr Gerow
Aleksandyr Gerow (ur. 15 maja 1919 w Sofii, zm. 22 grudnia 1997 r.) – bułgarski pisarz, poeta.
Zaczął pisać w bardzo młodym wieku, pierwsze jego wiersze zostały wydrukowane w czasopiśmie Изгрев (Wschód słońca) gdy miał zaledwie 11 lat. Szybko związał się z ruchem komunistycznym, uczestnicząc m.in. w komunistycznym kole literackim im. Christo Smirnenskiego. Za działalność komunistyczną został w 1942 aresztowany i osadzony w więzieniu, gdzie przebywał aż do przejęcia władzy w Bułgarii przez komunistów, 9 września 1944.
Gerow jest autorem wielu tomów poetyckich, z których pierwsze, zwłaszcza te, wydawane w latach czterdziestych i pięćdziesiątych, odznaczają się typową dla tamtych lat sloganowością, zaangażowaniem społecznym, opiewają przemiany społeczne, itp. W późniejszym jednak czasie w twórczości Gerowa dochodzi do stopniowej zmiany formalnej i tematycznej jego wierszy, zaczyna dominować liryka osobista, podejmująca kwestie filozoficzne i ontologiczne: kwestia samotności człowieka, jego przemijalności, problem miłości i nadziei. Jest także autorem opowiadań fantastyczno-naukowych.
W przekładzie na język polski ukazały się pojedyncze wiersze Gerowa, zamieszczane w rozmaitych antologiach poezji bułgarskiej, m.in. w Z poezji bułgarskiej w opracowaniu J. Zycha, Warszawa 1972.